# Carcavelos
Carcavelos é uma vila  portuguesa do Município de Cascais que foi sede da extinta Freguesia de Carcavelos, freguesia que tinha 4,51 km² de área e 23 347 habitantes (2011), e, por isso, uma densidade populacional de 5 176,7 hab/km².
A Freguesia de Carcavelos foi extinta em 2013, no âmbito de uma reforma administrativa nacional, tendo sido agregada à Freguesia de Parede para formar uma nova freguesia denominada União das Freguesias de Carcavelos e Parede, da qual é a sede. Tem por orago Nossa Senhora dos Remédios.
O lugar de Carcavelos adquiriu pela primeira vez o estatuto de vila em 11 de agosto de 1759, sendo atualmente a mais populosa a seguir à sede do município. É uma das três vilas presentes neste município, ao qual pertence desde a sua fundação em 1364, com exceção de um pequeno período no século XVIII em que a vila e zonas adjacentes foram integradas no então recém-criado município de Oeiras.
Ao longo da sua história caracterizou-se por ser uma zona rural, como todo o município de Cascais, pontilhada por várias quintas que hoje se revestem de interesse patrimonial, como sejam as do Barão, da Alagoa, do Marquês ou dos Gafanhotos. A exploração agrícola era especialmente dedicada à vinha, que constituía a cultura mais emblemática do concelho devido à fama do seu vinho generoso, que viria a ser conhecido desde finais do século XVIII por «Lisbon Wine» e cuja região demarcada é a mais pequena de Portugal e uma das primeiras do Mundo, a par do Douro.
No século XIX seria em Carcavelos que se instalaria, na Quinta Nova de Santo António, a Eastern Telegraph Company para transmissão a de mensagens telegráficas desde Inglaterra através de um cabo submarino. A influência da comunidade britânica é ainda visível hoje, dado que nesse mesmo local se encontra a funcionar o Saint Julian’s School e a própria quinta é desde então alcunhada de «Quinta dos Ingleses».
Atualmente é uma zona fortemente urbanizada, afamada pelo seu extenso areal propício à prática de inúmeros desportos que se caracteriza pelas sua proximidade à capital e pelas suas facilidades de acesso. Também é um importante polo de educação, ao estarem aqui instalados dois campus da Universidade Nova de Lisboa: a NOVA School of Business and Economics (entre o Casal da Torre e a Quinta de São Gonçalo) e a NOVA Medical School (no Forte de São Domingos ou do Junqueiro).

## População
| População da freguesia de Carcavelos | População da freguesia de Carcavelos | População da freguesia de Carcavelos | População da freguesia de Carcavelos | População da freguesia de Carcavelos | População da freguesia de Carcavelos | População da freguesia de Carcavelos | População da freguesia de Carcavelos | População da freguesia de Carcavelos | População da freguesia de Carcavelos | População da freguesia de Carcavelos | População da freguesia de Carcavelos | População da freguesia de Carcavelos | População da freguesia de Carcavelos | População da freguesia de Carcavelos |
| ------------------------------------ | ------------------------------------ | ------------------------------------ | ------------------------------------ | ------------------------------------ | ------------------------------------ | ------------------------------------ | ------------------------------------ | ------------------------------------ | ------------------------------------ | ------------------------------------ | ------------------------------------ | ------------------------------------ | ------------------------------------ | ------------------------------------ |
| 1864                                 | 1878                                 | 1890                                 | 1900                                 | 1911                                 | 1920                                 | 1930                                 | 1940                                 | 1950                                 | 1960                                 | 1970                                 | 1981                                 | 1991                                 | 2001                                 | 2011                                 |
| 210                                  | 260                                  | 355                                  | 513                                  | 969                                  | 457                                  | 1 592                                | 1 812                                | 2 072                                | 4 970                                | 7 290                                | 12 888                               | 18 014                               | 20 037                               | 23 347                               |

Em 1527 Carcavelos contava somente 14 vizinhos (cerca de 60 habitantes)
Em 1712 é indicado que possui "160 vizinhos"
Em 1758 possui "72 vizinhos e 300 e tantas pessoas" 
De notar que só a partir de 1953 é que as povoações do Arneiro, Rebelva e Sassoeiros passam a integrar a freguesia de Carcavelos, sendo desmembradas da de São Domingos de Rana. Anteriormente a esta data, a freguesia de Carcavelos era constituído somente pelo lugar-sede.

## Etimologia
Derivado de Cárcova, ou fosso, em português antigo, acrescido do sufixo "elo", fazendo o diminuitivo. Portanto, o topónimo significa "pequenos fossos" ou depressões no terreno.

## História[12]
A mais antiga referência a Carcavelos a que a seguir se transcreve e diz respeito à eleição de dois procuradores – moradores de Carcavelos e Sassoeiros – pelo concelho de Cascais para jurarem o contrato de casamento de D. João I de Castela com D. Beatriz em 1383, no dia 19 de Julho:
"Em nome de deus amen/. Sabhom quantos esta carta de procuraçom virem que na era de mil e quatro centos e vynte e hun annos dez e nove dias de Jullo em Cascais aas portas do castello hu sooem de ffazee o concelho seendo no dito logo em rollaçom Joliam Domjnges Lourenço Alvazis da dita villa e Martjm Domjinges e Jolian Domjinges vereadores do concello e Martjm Domjnges procurador do dito concello e Nuno Rodriguez alcaide e John Martjnz Doorea e Johabbe Annes e Vicente Martjinz almoxarife e Domjnges Lourenço e John do Cebo e John Mjgees e John Domjges Framarjhno e Vicente Agilla e Vicente Estevez Vyntaneiros do termho da dita vila com homêes das suas vyntenas seendo todos juntos chamados peo Johane Estevez porteiro do concello… os sobreditos Alvazjs e vereadores e alcaide e procurador e homêes bôus e vyntaneiros com dos suas vyntenez dyzerom … que ffaziam seus procuradores espiçiais soficientes aumdosos Stevom Domjngez morador em Carcavellos e Domjnges Lourenço morador em çaçoeiros termhos da aim vila de Cascaas(…)"
Pelo censo geral de 1527, mandado fazer por D. João III, verifica-se que Carcavelos continua nessa data a pertencer ao concelho de Cascais, notando-se na Cronografia Portuguesa e Descripçam topográfica do famoso Reino de Portugal, no cap. XVI – A Vila de Cascais, que, dois séculos depois, tudo se mantém na mesma (1712).
Outro testemunho da continuidade de Carcavelos no concelho de Cascais é-nos dado pelo cura António Coelho de Avelar, que nos diz que em 1758 “o lugar de Carcavelos é termo da vila de Cascais”.
Porém, em Junho do ano seguinte, foi instituído o concelho de Oeiras e concedido a Sebastião José de Carvalho e Melo o título de conde de Oeiras.
Carcavelos é então elevada à categoria de vila, sendo o seu território dilatado com a anexação do Reguengo de a par de Oeiras (Vila de Bucicos)
Com a morte da última donatária de Cascais, D. Ana José Maria da Graça de Meneses e Castro, todos os seus bens passaram a pertencer à Coroa. Desta forma, em 9b de Abril de 1764, isto é, cinco anos após a criação da vila de Carcavelos, o território desta freguesia é integrado no concelho de Oeiras.
A anexação de Carcavelos a Oeiras durou mais de um século, até que em 1895 foi decretada (Diário do Governo de 30 de Setembro de 1895) a supressão deste último concelho, passando as freguesias de Carcavelos, Carnaxide, Oeiras e S. Julião da Barra a fazer parte do concelho de Cascais, sendo a de Barcarena e parte da de Benfica integradas no concelho de Sintra.
Em 1898, um novo decreto determina a restauração do concelho de Oeiras, ficando, contudo, a freguesia de Carcavelos (desanexada já do antigo território do Reguengo a par de Oeiras) integrada no concelho de Cascais.

## Património
- Igreja de Nossa Senhora dos Remédios: templo renascentista, em estilo maneirista
- Fonte de São João ou Cantinho de São João
- Quinta do Barão, incluindo o solar, jardins e adega.
- Antigo Forte de São Domingos, transformado no Hospital Ortopédico Dr. José de Almeida.

## Povoações
- Arneiro
- Carcavelos
- Casal da Torre
- Junqueiro
- Quinta dos Lombos
- Quinta da Alagoa
- Quinta dos Gafanhotos
- São Miguel das Encostas
- Sassoeiros
- Rebelva (parcialmente)
- Quinta de São Gonçalo

## Lazer
- Praia de Carcavelos conhecida para a prática do Bodyboard e do Surf, reunindo excelentes qualidades.
- Pavilhão Multi-Usos dos Lombos - Carcavelos Clube conhecido por C.R.C.Q.L. tem pavilhão para prática de vários desportos, com excelentes referências, tendo sido visto na TV onde foi o último Congresso do PSD em 2010.

O Pavilhão Multi-Usos dos Lombos foi inaugurado em 4 de Junho de 2005 e tem capacidade para acolher várias modalidades desportivas, é uma moderna infra-estrutura que veio ampliar a possibilidade de realização em Carcavelos de vários tipos de eventos desportivos e culturais.
Lotação Bancadas: 650 Lugares Valências: 2 Campos Polivalentes, Salas de Conferência Garagens, Restaurante, Mini-Golfe, Circuito de Manutenção, Parque Crianças.
- Campo de Futebol de 5 (salão) campo com relva sintética
- É considerada a capital europeia de Espirobol